# 杉本泰彦
杉本 泰彦（すぎもと やすひこ、1959年8月27日 - ）は、徳島県出身の元アマチュア野球選手、野球指導者。現役時代のポジションは捕手。

## 来歴・人物
徳島県海部郡牟岐町出身。日和佐高校卒業後に1年間の浪人を経て一般入学で東洋大学へ進学する。
東都大学野球リーグでは捕手として活躍し、4年春に1学年下の仁村徹とのバッテリーで優勝し、ベストナインとなって大学選手権では準優勝を果たすと1982年の日米大学野球の全日本メンバーにも選ばれた。
大学卒業後は社会人野球の日本通運に入社し、引退後は1990年からコーチを務め、1992年から監督を務めた。1994年の日本選手権では初優勝に導く。指導者時代には大塚晶文らを育成した。
2009年にはアジア野球選手権大会日本代表とIBAFワールドカップ日本代表の監督を歴任した。
2012年からは創部された西部ガスの監督を務め、2018年からは母校の東洋大学の監督を務めている。2022年秋季リーグ戦の最終戦・専大戦（10月25日）をもって、監督を退任。試合後には、大学在学時からの43年来の仲でもある、専大の齋藤正直監督から花束を手渡された。
2023年4月に地元徳島県の海部高校の監督に就任した。杉本は高校野球の監督をすることは夢だったと語っている。